# Победници светских првенстава у атлетици у дворани — троскок
Победници светских првенстава у атлетици у дворани за мушкарце у дисциплини троскок, која је у програму светских првенстава у дворани, од првог одржаног 1987. у Индијанаполису, наведени су у следећој табели, са резултатима које су постигли. Резултати су дати у метрима.

## Освајачи медаља на СП
| Светско првенство         |                                     | Резултат      |                                        | Резултат |                                 | Резултат |
| Индијанаполис 1987 детаљи | Мајк Конли · САД                    | 17,54 РСП     | Олег Проценко · Совјетски Савез        | 17,26    | Френк Ретфорд · Бахаме          | 17,02    |
| Будимпешта 1989 детаљи    | Мајк Конли · САД                    | 17,65 РСП     | Јорге Рејна · Куба                     | 17,41    | Јуан Мигел Лопез · Куба         | 17,28    |
| Севиља 1991 детаљи        | Игор Лапшин · Совјетски Савез       | 17,31         | Леонид Волошин · Совјетски Савез       | 17,04    | Торд Хенриксон · Шведска        | 16,80    |
| Торонто 1993 детаљи       | Пјер Камара · Француска             | 17,59         | Марис Бружикс · Летонија               | 17,36    | Брајан Велман · Бермуди         | 17,27    |
| Барселона 1995 детаљи     | Брајан Велман · Бермуди             | 17,72 РСП     | Јоелби Кесада · Куба                   | 17,62    | Серж Елан · Француска           | 17,06    |
| Париз 1997 детаљи         | Јоел Гарсија · Куба                 | 17,30         | Алисер Урутија · Куба                  | 17,27    | Александар Аселедченко · Русија | 17,22    |
| Меабаши 1999 детаљи       | Чарлс Фридек · Немачка              | 17,18         | Ламарк Картер · САД                    | 16,98    | Жолт Чинглер · Мађарска         | 16,98    |
| Лисабон 2001 детаљи       | Паоло Камоси · Италија              | 17,32         | Џонатан Едвардс · Уједињено Краљевство | 17,26    | Ендру Мерфи · Аустралија        | 17,20    |
| Бирмингам 2003 детаљи     | Кристијан Олсон · Шведска           | 17,70         | Волтер Дејвис · САД                    | 17,35    | Јоелби Кесада · Куба            | 17,27    |
| Будимпешта 2004 детаљи    | Кристијан Олсон · Шведска           | 17,83 РСП =СР | Жадел Грегорио · Бразил                | 17,43    | Јоандри Бетансос · Куба         | 17,36    |
| Москва 2006 детаљи        | Волтер Дејвис · САД                 | 17,73         | Жадел Грегорио · Бразил                | 17,56    | Јоандри Бетансос · Куба         | 17,42    |
| Валенсија 2008. детаљи    | Филипс Идову · Уједињено Краљевство | 17,75         | Арни Давид Хират · Куба                | 17,47    | Нелсон Евора · Португалија      | 17,27    |
| Доха 2010. детаљи         | Теди Тамго · Француска              | 17,90 РСП СР  | Јоандрис Бетанзос · Куба               | 17,69    | Арни Давид Хират · Куба         | 17,36    |
| Истанбул 2012. детаљи     | Вил Клеј · САД                      | 17,70         | Кристијан Тејлор · САД                 | 17,63    | Љукман Адамс · Русија           | 17,36    |
| Сопот 2014. детаљи        | Љукман Адамс · Русија               | 17,37         | Ернесто Реве · Куба                    | 17,33    | Педро Пабло Пичардо · Куба      | 17,24    |
| Портланд 2016. детаљи     | Дунг Бин · Кина                     | 17,33         | Макс Хес · Немачка                     | 17,14    | Бенжамен Компаоре · Француска   | 17,09    |
| Бирмингем 2018. детаљи    | Вил Клеј · САД                      | 17,43         | Алмир Дос Сантос · Бразил              | 17,41    | Нелсон Евора Португалија        | 17,40    |
| Београд 2022. детаљи      | Лазаро Мартинез · Куба              | 17,64         | Педро Пабло Пичардо · Португалија      | 17,46    | Доналд Скот · САД               | 17,21    |
| Глазгов 2024. детаљи      | Уг Фабрис Занго · Буркина Фасо      | 17,53         | Јасер Трики · Алжир                    | 17,35    | Тијаго Переира · Португалија    | 17,08    |
| Нанкинг 2025. детаљи      | Анди Дијаз · Италија                | 17,80         | Јаминг Жу · Кина                       | 17,33    | Уг Фабрис Занго · Буркина Фасо  | 17,15    |

Легенда: СР = Светски рекорд, РСП = Рекорд светских првенстава

## Биланс медаља
после СП 2025.
|     | Држава           |    |    |    |    |
| --- | ---------------- | -- | -- | -- | -- |
| 1.  | САД              | 5  | 3  | 1  | 9  |
| 2.  | Куба             | 2  | 6  | 6  | 14 |
| 3.  | Француска        | 2  | -  | 2  | 4  |
| 4.  | Шведска          | 2  | -  | 1  | 3  |
| 5.  | Италија          | 2  | -  | -  | 2  |
| 6.  | Совјетски Савез  | 1  | 2  | -  | 3  |
| 7.  | Велика Британија | 1  | 1  | -  | 2  |
| 7.  | Немачка          | 1  | 1  | -  | 2  |
| 7.  | Кина             | 1  | 1  | -  | 2  |
| 10. | Русија           | 1  | -  | 2  | 3  |
| 11. | Бермуди          | 1  | -  | 1  | 2  |
| 11. | Буркина Фасо     | 1  | -  | 1  | 2  |
| 13. | Бразил           | -  | 3  | -  | 3  |
| 14. | Португалија      | -  | 1  | 3  | 4  |
| 15. | Летонија         | -  | 1  | -  | 1  |
| 15. | Алжир            | -  | 1  | -  | 1  |
| 17. | Аустралија       | -  | -  | 1  | 1  |
| 17. | Бахаме           | -  | -  | 1  | 1  |
| 17. | Мађарска         | -  | -  | 1  | 1  |
|     | Укупно 19 земаља | 20 | 20 | 20 | 60 |

### Победници такмичења на отвореном
- Освајачи олимпијских медаља у атлетици — троскок за мушкарце
- Освајачи олимпијских медаља у атлетици — троскок за жене
- Победници светских првенстава у атлетици на отвореном — троскок
- Победници европских првенстава у атлетици на отвореном — троскок за мушкарце
- Победнице светских првенстава у атлетици на отвореном — троскок за жене
- Победнице европских првенстава у атлетици на отвореном — троскок за жене
- Победнице универзијада у троскоку за жене

### Развој рекорда
- Развој светског рекорда у троскоку за мушкарце на отвореном
- Развој светског рекорда у троскоку за жене на отвореном
- Развој светског рекорда у троскоку за жене у дворани
- Развој светског рекорда у троскоку за мушкарце у дворани